# Dimityr Angelow
Dimityr Stojanow Angelow (bulgarisch Димитър Стоянов Ангелов; * 10. Oktober 1904 in Blateschniza, Bulgarien; † 27. Dezember 1977 in Sofia) war ein bulgarischer Schriftsteller.
Angelow arbeitete als Lehrer und schrieb Jugendbücher. Bekannt wurde er mit seinem 1953 erschienenen Roman На живот и смърт, der 1960 unter dem Titel Auf Leben und Tod auch auf Deutsch erschien. Im Roman thematisiert Angelow den bulgarischen Widerstand gegen den Nationalsozialismus.

## Werke
- Емілія, 1927
- Голод по тротуарах, 1937
- Коли ще не було людини, 1941
- Сміливий Чунг, 1953
- На життя і смерть, 1953; (deutsch Auf Leben und Tod, 1960)
- Земля перед загибеллю, 1956